# Mezný vrch
Der Mezný vrch (deutsch: Schellenberg, 606 m) ist ein stark bewaldeter Berg östlich der Selb-Wunsiedler Hochfläche im tschechischen Naturpark Smrčiny (deutsch: Fichtelgebirge), 500 Meter von der Staatsgrenze Deutschland – Tschechien entfernt. Er liegt zwei Kilometer nordwestlich von Libá (Liebenstein), Kreis Cheb (Eger). Westlich gegenüber auf deutschem Staatsgebiet befindet sich der Hengstberg. Nördlich des Schellenberges befindet sich der Grenzübergang Liebensteiner Tor mit der Torkapelle am Ackerl.

## Geographie
In der geomorphologischen Gliederung des Nachbarlandes Tschechien wird auch das Hazlovská pahorkatina (deutsch: Haslauer Hügelland) dem (inneren) Fichtelgebirge als Haupteinheit Smrčiny (I3A-1) zugeordnet.

## Karte
Digitale Ortskarte 1:10.000 Bayern (Nord) des Landesamtes für Vermessung und Geoinformationen Bayern